# Semnopithecus entellus
El langur común o langur hanumán (Semnopithecus entellus) es una especie de primate catarrino de la familia Cercopithecidae. Es endémico de la zona centro-oriental de la India e introducido en Bangladés. Es considerado un mono sagrado de la India, por ser la encarnación del dios Janumán, por lo que se tolera su presencia en pequeños núcleos urbanos, e incluso se los alimenta con golosinas en determinadas festividades. Aunque su hábitat natural es la selva y las sabanas arboladas.  
Mide alrededor de 75 cm y posee una cola de algo más de un metro. Se caracteriza por ser de color gris o pardo en el que destacan la cara y las manos negras. También es destacable la gran longitud relativa de sus miembros, que le sirven tanto para trepar como para correr velozmente por tierra. 
Una de las leyendas más importantes del dios mono Janumán (en el Ramaiana) cuenta que él se quemó la cara y la cola al incendiar la ciudad del demonio Rávana, en Sri Lanka. Ese mito podría provenir del aspecto del langur.
Vive en grupos jerarquizados de hembras emparentadas con sus crías y un macho semental. Estos grupos son territoriales y defienden violentamente su territorio de los demás grupos. Los machos son expulsados de su grupo natal antes de alcanzar la madurez sexual para incorporarse a un grupo de machos jóvenes, donde tendrán que luchar para subir puestos en la jerarquía. Una vez alcanzada la madurez sexual y la fuerza necesaria los machos jóvenes intentaran desbancar a los machos sementales para quedarse con su harén.
Se alimenta principalmente de hojas, flores, frutos y cualquier otra materia vegetal, complementando su dieta con insectos y otros pequeños animales.